# Carnival Glory
 (juillet 2010).
Le Carnival Glory est un navire de croisière appartenant à la compagnie de croisière Carnival Cruise Lines.
Le Carnival Glory  est le deuxième bateau de la classe Conquest construit en Italie.
Il a officiellement été mis en service en 2003, dans le port de Rome.
L'Organisation maritime internationale a enregistré ce bateau sous le numéro 9198367.

## Description
Ce navire de la classe Conquest mesure 290 mètres de long pour une largeur de 35,4 mètres et un tonnage de 110 000 et peut transporter près de 3 000 passagers et 1 150 membres d'équipage. Il peut naviguer à une vitesse de 22,7 nœuds avec les 6 moteurs diesel qui l'équipent.
Le Carnival Glory dispose de garde d'enfants, service blanchisserie, location de smoking, internet café, jacuzzis, infirmerie et service postal.
À l'intérieur des suites, différents services sont fournis, tels que : service de chambre, mini-bar, télévision, réfrigérateur et coffre fort.
Les activités à bord sont nombreuses : comédies, spectacles, casino, discothèque, piano-bar, salle de jeux, librairie, bibliothèque, Sports et conditionnement physique, spa, salon de fitness, ping-pong, jeu de palet, aérobic, jogging, piscine, basket-ball, volley-ball et golf.

## Itinéraire

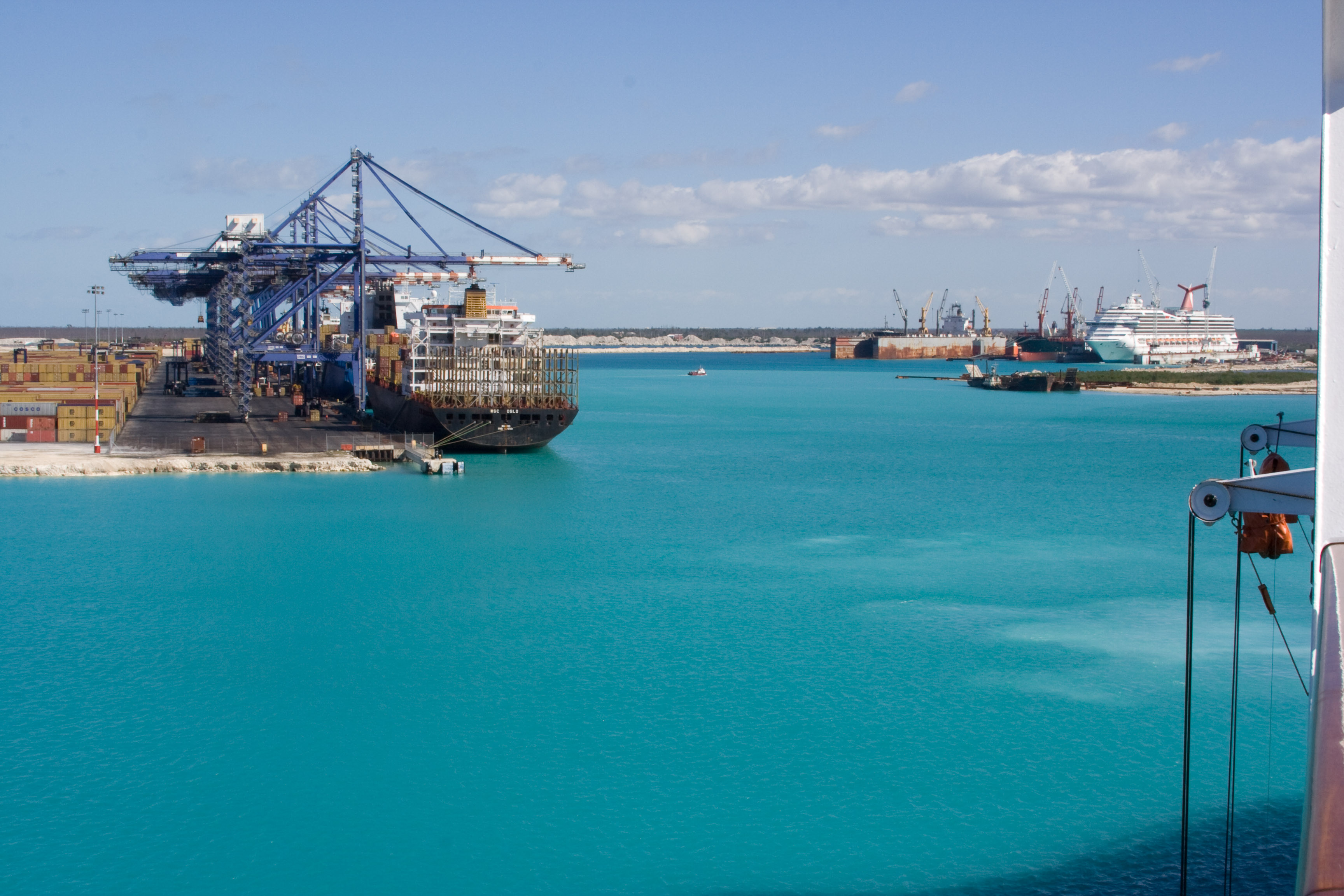
Port de Freeport

Le Carnival Glory est actuellement basé à Port Canaveral à Orlando en Floride et plus précisément au terminal 10, mais devrait changer dans les mois à venir est devrait être basé successivement à Miami, Charleston, Norfolk et New York.
|       | Jour 1         | Jour 2 | Jour 3 | Jour 4       | Jour 5       | Jour 6 | Jour 7 |
| ----- | -------------- | ------ | ------ | ------------ | ------------ | ------ | ------ |
| Lieux | Port Canaveral | Nassau | En mer | Saint-Thomas | Saint-Martin | En mer | En mer |

Cette croisière sera disponible jusqu'au 17 octobre 2009.
|       | Jour 1         | Jour 2 | Jour 3  | Jour 4 | Jour 5     | Jour 6 | Jour 7 |
| ----- | -------------- | ------ | ------- | ------ | ---------- | ------ | ------ |
| Lieux | Port Canaveral | En mer | Cozumel | Belize | Costa Maya | En mer | Nassau |

Cette croisière sera disponible jusqu'au 21 novembre 2009.
|       | Jour 1         | Jour 2 | Jour 3  | Jour 4 | Jour 5 | Jour 6 | Jour 7 |
| ----- | -------------- | ------ | ------- | ------ | ------ | ------ | ------ |
| Lieux | Port Canaveral | En mer | Cozumel | Belize | En mer | En mer | Nassau |

Cette croisière sera disponible du 31 octobre 2009 au 14 novembre 2009 seulement pour deux croisières.
|       | Jour 1 | Jour 2 | Jour 3       | Jour 4 | Jour 5 | Jour 6  | Jour 7 |
| ----- | ------ | ------ | ------------ | ------ | ------ | ------- | ------ |
| Lieux | Miami  | En mer | Grand Cayman | Roatán | Belize | Cozumel | En mer |

Cette croisière sera disponible du 29 novembre 2009 au 18 avril 2010.
|       | Jour 1 | Jour 2 | Jour 3 | Jour 4       | Jour 5   | Jour 6     | Jour 7 |
| ----- | ------ | ------ | ------ | ------------ | -------- | ---------- | ------ |
| Lieux | Miami  | Nassau | En mer | Saint-Thomas | San Juan | Grand Turk | En mer |

Cette croisière sera disponible du 6 décembre 2009 au 28 mars 2010.
|       | Jour 1 | Jour 2        | Jour 3 | Jour 4       | Jour 5   | Jour 6     | Jour 7 |
| ----- | ------ | ------------- | ------ | ------------ | -------- | ---------- | ------ |
| Lieux | Miami  | Half Moon Cay | En mer | Saint-Thomas | San Juan | Grand Turk | En mer |

Cette croisière sera disponible du 6 décembre 2009 au 28 mars 2010.
|       | Jour 1     | Jour 2 | Jour 3   | Jour 4 | Jour 5 |
| ----- | ---------- | ------ | -------- | ------ | ------ |
| Lieux | Charleston | En mer | Freeport | Nassau | En mer |

Cette croisière sera disponible du 20 décembre 2009 au 25 avril 2010.
|       | Jour 1  | Jour 2 | Jour 3 | Jour 4 | Jour 5   | Jour 6 |
| ----- | ------- | ------ | ------ | ------ | -------- | ------ |
| Lieux | Norfolk | En mer | Nassau | Nassau | Freeport | En mer |

Cette croisière sera disponible du 24 avril 2010 au 1er novembre 2010, seulement pour deux départ.
|       | Jour 1   | Jour 2 | Jour 3     | Jour 4 |
| ----- | -------- | ------ | ---------- | ------ |
| Lieux | New York | En mer | Saint-Jean | En mer |

Cette croisière sera disponible pour le 30 mai 2010
|       | Jour 1   | Jour 2 | Jour 3     | Jour 4  | Jour 5 |
| ----- | -------- | ------ | ---------- | ------- | ------ |
| Lieux | New York | En mer | Saint-Jean | Halifax | En mer |

Cette croisière sera disponible pour le 6 juin 2010.
|       | Jour 1   | Jour 2 | Jour 3   | Jour 4     | Jour 5 | Jour 6  | Jour 7 |
| ----- | -------- | ------ | -------- | ---------- | ------ | ------- | ------ |
| Lieux | New York | Boston | Portland | Saint-Jean | En mer | Halifax | En mer |

Cette croisière sera disponible du 10 juin 2010 au 2 septembre 2010.
|       | Jour 1   | Jour 2 | Jour 3   | Jour 4 | Jour 5  | Jour 6     | Jour 7 |
| ----- | -------- | ------ | -------- | ------ | ------- | ---------- | ------ |
| Lieux | New York | Boston | Portland | En mer | Halifax | Saint-Jean | En mer |

Cette croisière sera disponible du 14 juin 2010 au 6 septembre 2010.
|       | Jour 1  | Jour 2 | Jour 3 | Jour 4 | Jour 5   | Jour 6 |
| ----- | ------- | ------ | ------ | ------ | -------- | ------ |
| Lieux | Norfolk | En mer | Nassau | Nassau | Freeport | En mer |

Cette croisière sera disponible du 19 juin 2010 au 28 août 2010.

## Ponts
Le Carnival Glory possède 13 ponts :
- Pont 1 - Riviera
- Pont 2 - Main
- Pont 3 - Lobby
- Pont 4 - Atlantic
- Pont 5 - Promenade
- Pont 6 - Upper
- Pont 7 - Empress
- Pont 8 - Veranda
- Pont 9 - Lido
- Pont 10 - Panorama
- Pont 11 - Spa
- Pont 12 - Sun
- Pont 13 - Sky

### Pont 1 - Riviera
Le pont 1 est principalement constitué de cabines.
- 142 cabines avec balcon extérieur (100 d'entre elles sont situées au milieu du navire, 22 à l'avant et 20 à l'arrière à du Carnival Glory). Sur les 142 cabines avec balcon, 68 disposent de double-lit et canapé convertible unique, et 25 de lit double ou king et canapé convertible,
- Le Carnival Glory dispose de 4 cabines avec hublot sur le pont Riviera, elles sont situées à l'avant du navire
- 58 cabines du pont Riviera sont situées au centre du navire et ne disposent pas de vue sur la mer
- 60 cabines sont à l'intérieur, dont 32 à l'avant et 18 à l'arrière du navire,

68 cabines peuvent être assemblées pour en fonder deux par deux afin d'agrandir les chambres et accueillir plus de passager d'une même famille
Le pont Riviera est accessible par 4 escaliers ou par 14 ascenseurs dont 4 à l'arrière, 4 au milieu et 6 à l'avant du navire.

### Pont 2 - Main
Le pont 2 est également constitué de cabines.
Ce pont du Carnival Glory est accessible par 5 escaliers et 14 ascenseurs dont 4 au milieu, 4 à l'arrière et 6 à l'avant du navire.
Il possède 34 cabines à l'arrière du bateau et avec vue sur mer, 98 cabines avec vue sur mer sont situées au milieu du navire et 40 avec vue sur mer sont à l'avant du navire.
Le pont Main dispose également de cabines intérieures, dont 34 à l'avant, 53 au milieu et 20 à l'arrière.
Ce pont dispose donc de 279 cabines.

### Pont 3 - Lobby
Le pont 3 est constitué de :
- Théâtre Amber Palace. Ce théâtre peut accueillir 1 400 personnes.
- Restaurant Golden
- Restaurant Platinium
- Galerie marchande
- Bureau des excursions
- Pont extérieur
- Spectrum

Ce pont est accessible par 14 ascenseurs et 5 escaliers.

### Pont 4 - Atlantic
Le pont Atlantic est constitué de :
- Librairie Black & white. Cette librairie peut accueillir 15 personnes.
- Restaurant Golden
- Restaurant Platinium
- Club Ivory
- Internet café
- Théâtre Amber Palace

ainsi que les canots de sauvetage.

### Pont 5 - Promenade
Le pont promenade dispose de :
- Bar Kaleidoscope
- Bar On the green
- Bureau des formalités
- Magasin carnival
- Théâtre Amber Palace
- Casino Camel club
- Sushi bar
- Club O²
- Video arcade
- Bar blue
- Bar Burgundy
- Restaurant White Heat
- Cabaret Ebony

### Pont 6 - Upper
Ce pont comporte 270 cabines reparties comme suit :
- 100 au milieu du navire, elles disposent de balcon sur l'extérieur.
- 28 à l'arrière avec vue sur l'extérieur.
- 45 à l'avant du navire avec vue sur l'extérieur.
- 23 à l'avant du navire à l'intérieur,
- 18 à l'arrière du bateau et à l'intérieur.
- 56 au centre du pont à l'intérieur.

### Pont 7 - Empress
Ce pont comporte essentiellement des cabines dont :
- 10 suites Penthouse,
- 40 suites,
- 10 suites avec balcon premium
- 75 cabines avec balcon
- 104 cabines intérieures

### Pont 8 - Veranda
Ce pont comporte essentiellement des cabines dont :
- 10 cabines avec balcon premium,
- 148 Cabines avec balcon,
- 99 cabines intérieures,

### Pont 9 - Lido
Le pont Lido dispose de :
- 2 suites,
- 56 cabines avec balcon,
- 32 cabines intérieures
- Piscine
- Grand buffet
- Bar Deli
- Restaurant Red sail
- Pizzeria
- Bar Oriental
- Spa
- Grill
- Lido Turquoise
- Bar Azure
- Lido Azure

### Pont 10 - Panorama
- Piscine
- Départ du toboggan
- 38 cabines avec balcon
- 28 cabines intérieur
- Restaurant Emerald
- Restaurant Room
- Piscine à vagues

### Pont 11 - Spa
- Spa
- Sauna
- Hammam
- Gymnase
- Salon de massage
- 18 cabines

### Pont 12 - Sun
Ce pont est composé de :
- Piscine d'enfants
- Camp Carnival

### Pont 13 - Sky
Ce pont est utilisé pour le départ du toboggan.

## Changement d'itinéraire
En raison de l'épidémie de grippe mexicaine (Influenzavirus A sous-type H1N1) d'avril 2009, le Carnival Glory fut contraint de changer d'itinéraire : le Carnival Glory effectua une croisière au départ de Port Canaveral, avec des escales à Nassau, Saint Thomas et Saint Martin, en remplacement des escales à Cozumel, Belize, Costa Maya et Nassau.